# Caroline Sihol

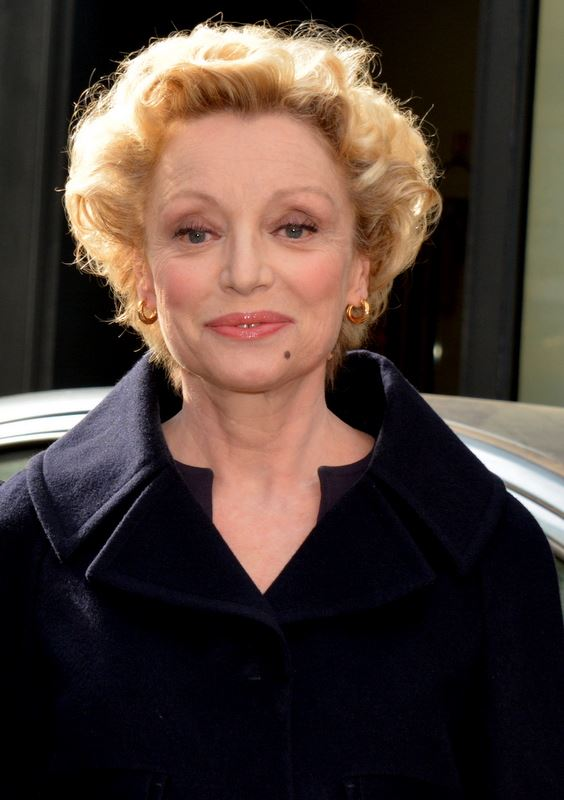
Caroline Sihol (2014)

Caroline Sihol, auch Caroline Silhol (* 10. August 1949 in Paris) ist eine französische Schauspielerin.

## Leben
Caroline Sihol beendete 1974 ihr Schauspielstudium an der renommierten Pariser Filmhochschule Conservatoire national supérieur d’art dramatique. Noch im selben Jahr debütierte sie in der von Jean-Pierre Mocky inszenierten Komödie L’ombre d’une chance an der Seite von Roger Lumont und Jenny Arasse auf der Leinwand. Parallel dazu spielte sie Theater und konnte sich endgültig als Schauspielerin im Französischen Kino etablieren. In den letzten Jahren war sie unter anderem in der Rolle der Marlene Dietrich in dem Oscar-gekrönten Film La vie en rose zu sehen.
Sihol ist die langjährige Lebenspartnerin des Filmproduzenten Jean-Louis Livi.

## Filmografie (Auswahl)
- 1974: L’ombre d’une chance
- 1979: Heinrich, der gute König (Le roi qui vient du sud)
- 1983: Auf Liebe und Tod (Vivement dimanche!)
- 1983: Das Leben ist ein Roman (La vie est un roman)
- 1983: Der Dämon der Insel (Le démon dans l’île)
- 1984: Die Glorreichen (Les morfalous)
- 1985: Visum nach Nirgendwo (Visa pour nulle part)
- 1986: Abendanzug (Tenue de soirée)
- 1987: Raffinierte Rache (Pattes de velours)
- 1988: Körperlicher Zwang (Contrainte par corps)
- 1990: Die Andere (La seconde)
- 1991: Die siebente Saite (Tous les matins du monde)
- 1993: Tödlicher Wein (Le vin que tue)
- 1994: Das Licht der erloschenen Sterne (La lumière des étoiles mortes)
- 1999: Rembrandt
- 2006: Der Liebespakt: Simone de Beauvoir und Sartre (Les amants du Flore)
- 2007: Die zweigeteilte Frau (La fille coupée en deux)
- 2007: La vie en rose (La môme)
- 2007: Liebesleben
- 2008: Ein Mann und sein Hund (Un homme et son chien)
- 2009: Non ma fille, tu n’iras pas danser
- 2014: Aimer, boire et chanter